# Salvokop
Salvokop est le nom du quartier de Pretoria, en Afrique du Sud, situé au sud du centre-ville historique. La colline sur laquelle est située en grande partie le quartier de Salvokop s'est aussi appelée par le passé Time Ball Hill, Bron Koppie, Signal Hill et Railway Hill. Le nom actuel de Salvokop est dérivé d'une coutume coloniale britannique qui consistait à tirer des salves de canons depuis la colline quand un dignitaire arrivait à Pretoria ou quittait la ville.

## Localisation
Le quartier de Salvokop est située à proximité de Pretoria Central, au sud des voies de chemin de fer menant à la gare de Pretoria, à l'ouest de Muckleneuk, au nord et à l'est de Pretoria Townlands. Les axes principaux de Salvokop sont Soetdoring avenue, Patriot Street, Artellery road, Skietpoort avenue, Koch street et est traversé par Kgosi Mampuru Street (ancienne Potgieter Street).
Le quartier comprend plusieurs villas et bâtiments historiques liés à l'histoire ferroviaire et militaire de la république sud-africaine du Transvaal (Artellery road, Koch street, les rues et avenues numérotées), l'ancienne prison centrale de Pretoria (Kgosi Mampuru) ainsi que des terrains et bâtiments militaires tels que le siège du centre de formation de l'armée de terre sud-africaine. Située au nord de Freedom Park, la colline de Salvokop est entourée par deux forts (Fort Klapperkop et Fort Schanskop) et est située non loin du Voortrekker Monument.

## Démographie
Selon le recensement de 2011, Salvokop comprend plus de 7 123 résidents, principalement issu de la communauté noire (89,44 %). Les Coloureds représentent 4,98 % des habitants tandis que les Blancs, majoritaires dans l'ensemble de la ville, représentent 4,20 % des habitants.
Linguistiquement très diversifié, les habitants sont à 17,08 % de langue maternelle Sepedi, à 13,33 % de langue afrikaans, à 9,06 % de langue maternelle Tshivenda ou encore à 8,60 % de langue setswana. Les locuteurs de langue anglaise sont très minoritaires (2,95% ).

## Historique
Si historiquement, Salvokop faisait partie des terres de la ferme Elanspoort (1842), l'histoire du quartier est liée à l'histoire ferroviaire de la ville de Pretoria. En 1892, la Compagnie des chemins de fer sud-africains néerlandais (Nederlandsche Zuid-Afrikaansche Spoorweg Maatschappij- NZASM) y installa son siège et y fonda un village comprenant maison, bâtiments collectifs, terrains de loisirs, pour héberger ses employés. Le quartier compte également des villas qui étaient autrefois affectées au logement des officiers du régiment d'artillerie de l'armée du Transvaal.
La zone fut classée blanche durant l'apartheid.

## Politique
Le quartier est dominé par le Congrès national africain (ANC). Lors des élections générales sud-africaines de 2014, l'ANC a remporté dans la circonscription de Salvokop 53,51 % des voix contre 26,13 % aux Economic Freedom Fighters (EFF) et 16,19 % des suffrages à l'Alliance démocratique (DA).

## Monuments et lieux remarquables de Salvokop

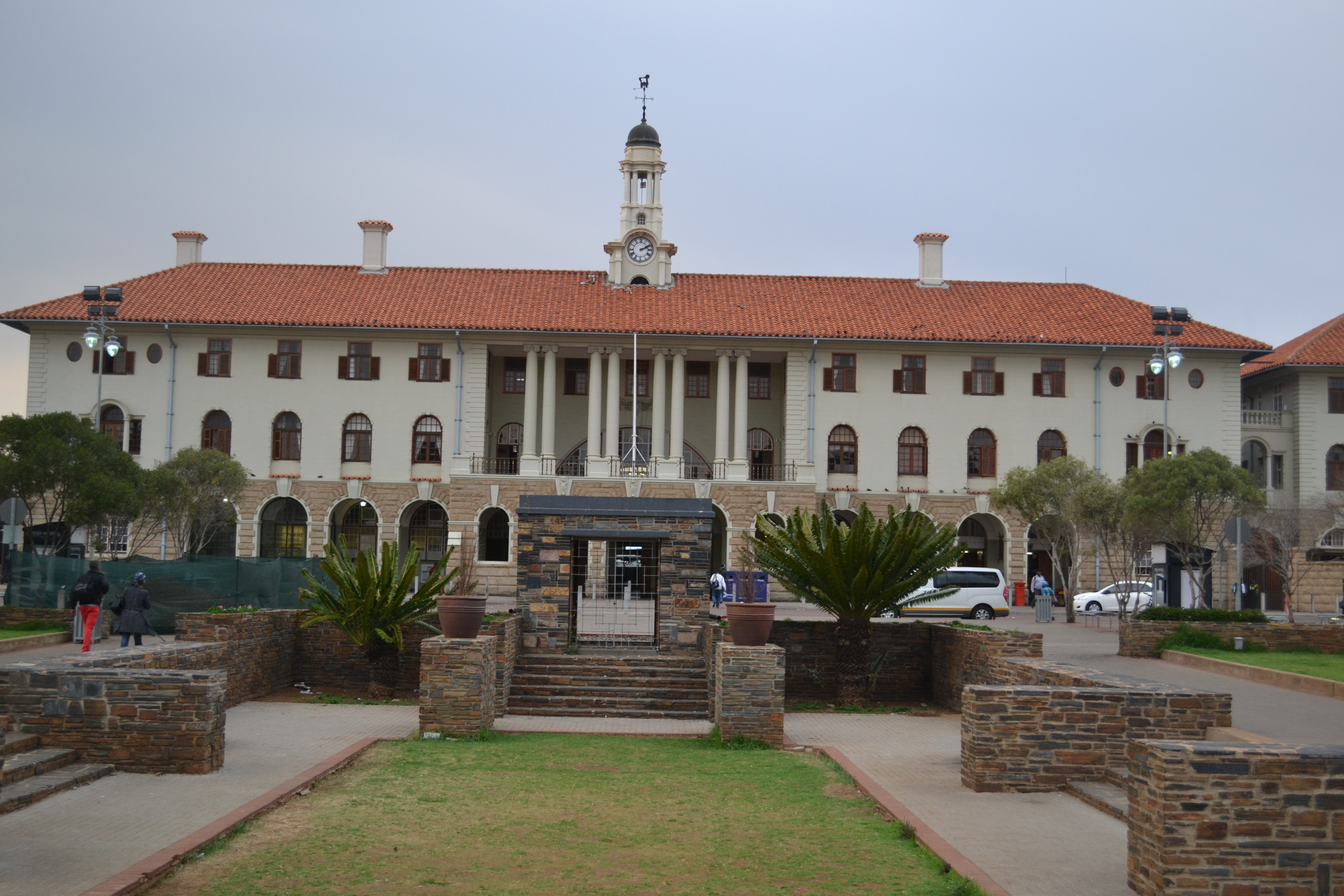
La gare de Pretoria (1910)

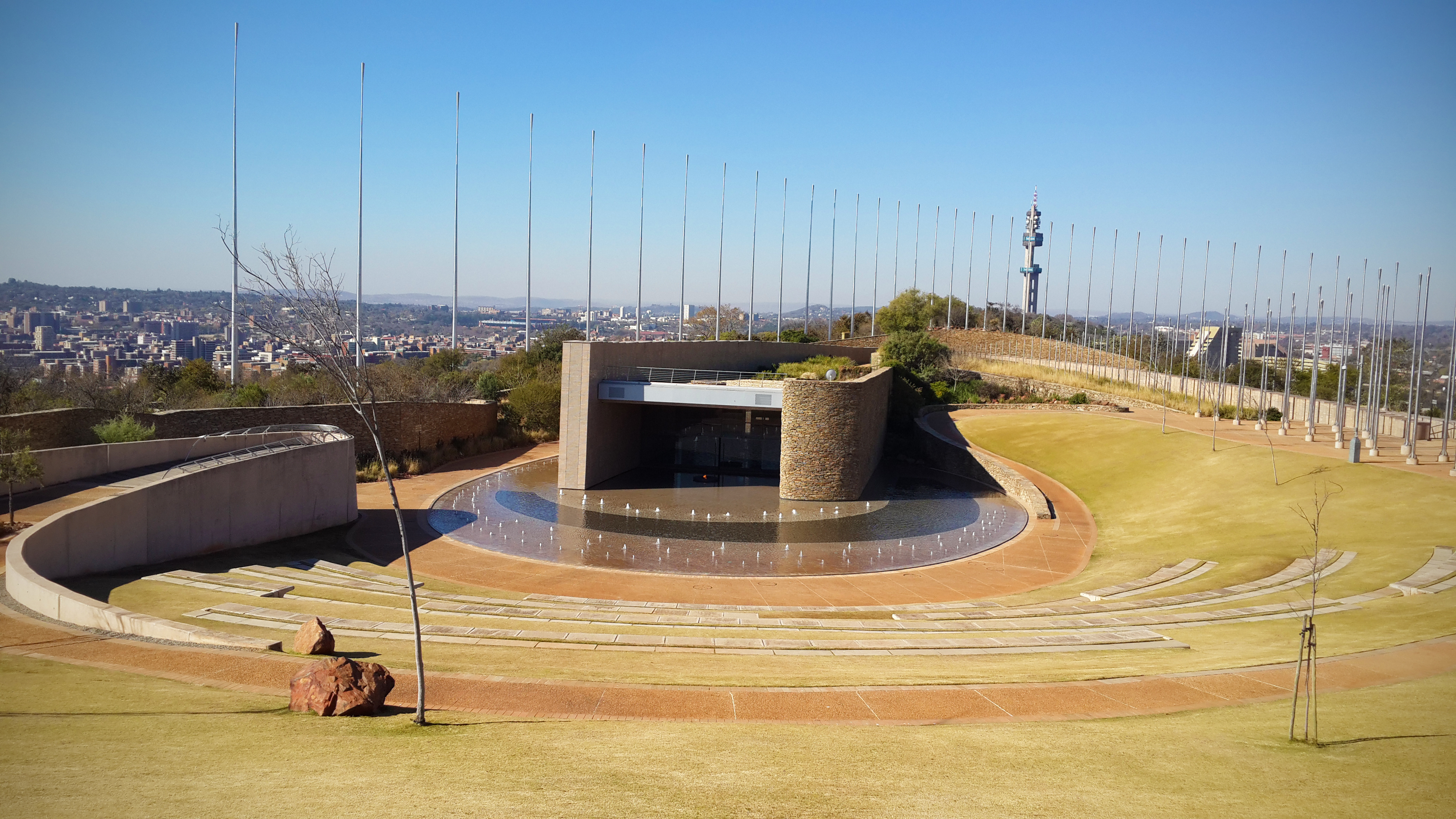
Freedom Park (2007).

- Les anciennes maisons de la NZASM (notamment sur Skietpoort avenue, Koch street, les 2e, 3e, 5e et 6e avenue)
- la gare ferroviaire de Pretoria, œuvre d'Herbert Baker (1908-1910), elle est située entre Salvokop et Pretoria Central ;
- les villas de Artillery road ;
- Freedom Park, au sud de la colline de Salvokop : inauguré en 2007, ce monument est dédié à la mémoire de tous les Sud-Africains tués dans les guerres et conflits auxquels a participé l'Afrique du Sud, que ce soit dans le cadre de la lutte contre l'apartheid mais aussi dans le cadre des deux guerres des Boers, des deux guerres mondiales et de la guerre de Corée.

## Établissements scolaires
- École primaire Jopie Fourie